# SN 2009ic
SN 2009ic – supernowa typu Ia odkryta 5 sierpnia 2009 roku w galaktyce M-01-13-33. W momencie odkrycia miała maksymalną jasność 14,80m.